# InfoWeb Weiterbildung
Das InfoWeb Weiterbildung (IWWB) war ursprünglich ein vom Bundesministerium für Bildung und Forschung (BMBF) finanziertes Projekt (Laufzeit 2002 bis 2004), das das Ziel hatte, die Transparenz in der beruflichen Weiterbildung zu erhöhen. Dazu wurden verschiedene Methoden entwickelt:
- Eine Metasuchmaschine für den gesamten Weiterbildungsbereich
- Die Vernetzung von Akteuren in der Weiterbildung
- Aktivitäten zur Verbesserung der Informationsqualität im Weiterbildungsbereich

Nach Ende der Förderungslaufzeit wurde das Projekt in die Trägerschaft des DIPF | Leibniz-Institut für Bildungsforschung und Bildungsinformation überführt und betreibt seine Website mit der Metasuchmaschine jetzt als Subportal des Deutschen Bildungsservers (DBS). Auch die anderen Aktivitäten des IWWB werden im Rahmen des DBS weitergeführt.

## Metasuchmaschine für Weiterbildungsmöglichkeiten
Die Website des IWWB bietet einen zentralen, einheitlichen Zugang zu Informationen über Weiterbildungsmöglichkeiten und anderen für die Teilnahme an Weiterbildung wichtigen Themen.
Kern der Website ist eine Metasuchmaschine, über die eine Recherche in den Datenbeständen der ca. 80 mit dem IWWB kooperierenden Weiterbildungsdatenbanken ermöglicht wird. Neben der Suche nach Weiterbildungsmöglichkeiten wird auf den Seiten des IWWB eine Recherche nach örtlichen Beratungsmöglichkeiten zur Weiterbildung und zu Fördermöglichkeiten von Weiterbildung angeboten.
Die Metasuchmaschine des InfoWeb Weiterbildung findet allgemeine, politische, wissenschaftliche und berufliche Fort- und Weiterbildungsangebote aller Angebotsformen (z. B. Seminare und Kurse, Fernunterricht, E-Learning / CBT / WBT), über die Informationen in den kooperierenden Weiterbildungsdatenbanken gespeichert sind. Um eine schnelle Suche, eine sinnvolle Abfrage mit Möglichkeiten zur Eingrenzung der gefundenen Ergebnisse und außerdem eine intelligente, nach Treffergüte "gerankte" Ergebnisanzeige ermöglichen zu können, erfolgt die Abfrage nicht direkt bei den jeweiligen Quelldatenbanken, sondern zunächst auf dem Daten-Cache des IWWB. Die Anbindung der kooperierenden Datenbanken an diesen Cache erfolgt über Schnittstellen, die bei diesen implementiert werden.

## Vernetzung der Akteure in der Weiterbildung
Die technische Vernetzung von Weiterbildungsdatenbanken erfolgte durch die Entwicklung von selbst konfigurierbaren Suchbannern, die in die eigene Website integriert werden können und den Besuchern sämtlicher kooperierenden Weiterbildungs-Websites die Meta-Suche mit der Suchmaschine des IWWB ermöglichen. So kann allen Weiterbildungsinteressenten, unabhängig davon, ob sie die Internet-Adresse des IWWB kennen oder nicht, mit dem Zugriff auf eine beliebige Weiterbildungsdatenbank der Inhalt aller anderen Datenbanken zugänglich gemacht werden.
Die soziale Vernetzung erfolgt über intensive Gremienarbeit. Um die Zusammenarbeit der Weiterbildungsdatenbanken und anderer Akteure sicherzustellen, hat sich im Mai 2002 ein vom BMBF geleitetes Gremium gegründet, dem Vertreter der Datenbanken, zuständiger Bundes-, Landes- und Kommunalbehörden sowie weiterer interessierter Stellen aus Wissenschaft und Praxis angehören. Durch Kooperation mit Institutionen, die in diesem Bereich fachliche Relevanz besitzen, sowie durch die regelmäßige Durchführung von Fachkonferenzen wird eine Rückkopplung mit den Erfahrungen der Praxis sichergestellt. Das Gremium tagt mindestens einmal jährlich im BMBF und ist offen für alle Vertreter von Weiterbildungsdatenbanken und anderen an der Thematik Interessierte.

## Aktivitäten zur Verbesserung der Informationsqualität im Weiterbildungsbereich
Zwischen Ende 2002 und Anfang 2016 hat das 13 insgesamt Online-Nutzerbefragungen auf den Websites von jährlich im Durchschnitt ca. 35 - 48 Weiterbildungsdatenbanken durchgeführt. Durch die mit den Datenbanken abgestimmten Fragen wurde eine Evaluation der Informationsqualität der Weiterbildungsdatenbanken ermöglicht. Die Ergebnisse lieferten jeder teilnehmenden Datenbank Informationen für die Optimierung des Angebots aus Nutzersicht.
Eine weitere Aufgabe in diesem Arbeitsbereich sind Aktivitäten zur Entwicklung und Durchsetzung von Mindeststandards für Weiterbildungsinformationen. Im Juli 2002 tagte in den Räumen der Stiftung Warentest eine „AG Infostandards“, die sich u. a. mit der Entwicklung von Kriterien für Mindeststandards der Informationen über Weiterbildung befasste. Daraus entstand eine Initiative zur Schaffung einer DIN-PAS (=Publicly Available Specification) für Weiterbildungsdatenbanken, die im
Herbst 2004 als PAS 1045 veröffentlicht wurde.
Dass durch diese Aktivitäten tatsächlich eine Verbesserung der Informationsqualität eingetreten ist, dokumentieren z. B. die Ergebnisse von Untersuchungen der Stiftung Warentest. Die Stiftung stellte 2007, 2011 und 2016 eine jeweils deutliche Verbesserung der Bewertungen von Weiterbildungsdatenbanken gegenüber der ersten Untersuchung im Jahre 2003 fest.

## Referate
- Krekel, Elisabeth M., Bundesinstitut für Berufsbildung - BIBB: Anbieterinformationen - Ergebnisse und Anforderungen für den Verbraucherschutz (Powerpoint-Datei; 633 kB), Referat gehalten auf der Fachkonferenz des BMBF zu einem Projekt InfoWeb Weiterbildung am 8. Oktober 2001 in Bonn
- Plum, Wolfgang, BBPro: Trotz und wegen des Internets: Intransparenz als Merkmal des Weiterbildungsmarktes in Deutschland (Powerpoint-Datei; 4,6 MB), Referat gehalten auf der Fachkonferenz des BMBF zu einem Projekt InfoWeb Weiterbildung am 8. Oktober 2001 in Bonn
- Plum, Wolfgang und Matsumoto, Kim, BBPro/Engine Software Solutions: InfoWeb Weiterbildung - Ziele und Möglichkeiten (Powerpoint-Datei; 290 kB), Referat gehalten auf der Fachkonferenz des BMBF zu einem Projekt InfoWeb Weiterbildung am 8. Oktober 2001 in Bonn
- Plum, Wolfgang, BBPro: Ergebnisbericht der Machbarkeitsstudie zum Projekt InfoWeb Weiterbildung (Word-Datei; 1,3 MB), Hamburg 2001
- Wolfgang Plum, BBPro: InfoWeb Weiterbildung - Lösungsansätze und Standardisierungsbedarfe (PDF; 390 kB), Referat, gehalten auf dem Initiativ-Workshop Weiterbildungsdatenbanken zwischen Verbraucheranforderung und Anbieterauftrag", Veranstaltung im DIN e. V. Berlin am 27. Juni 2003
- Rangel, Philip, Engine Software Solutions: Technische Lösungen einer Metasuchmaschine (Powerpoint-Datei; 290 kB), Referat gehalten auf der Fachkonferenz des BMBF zu einem Projekt InfoWeb Weiterbildung am 8. Oktober 2001 in Bonn
- Töpper, Alfred, Stiftung Warentest: Qualitätsanspruch und Wirklichkeit. Weiterbildungsdatenbanken im Test. Anforderungen an Weiterbildungsdatenbanken aus Nachfragersicht, (PDF; 168 kB) Referat, gehalten auf dem Initiativ-Workshop " Weiterbildungsdatenbanken zwischen Verbraucheranforderung und Anbieterauftrag", Veranstaltung im DIN e. V. Berlin am 27. Juni 2003
- Voß, Jürgen, Weiterbildung Hamburg e.V.: Arbeitsteilung und Zusammenarbeit von Weiterbildungsdatenbanken, Normen als Grundlage dezentraler kooperativer Netzwerke (PDF; 381 kB), Referat, gehalten auf dem Initiativ-Workshop Weiterbildungsdatenbanken zwischen Verbraucheranforderung und Anbieterauftrag", Veranstaltung im DIN e. V. Berlin am 27. Juni 2003
- Voß, Jürgen, Weiterbildung Hamburg e.V.: Wege zur digitalen Kooperation der Weiterbildungsdatenbanken Schaffung genormter Regelungen und Standards für Datenverkehr und Austausch (PDF; 312 kB), Referat, gehalten auf dem Initiativ-Workshop Weiterbildungsdatenbanken zwischen Verbraucheranforderung und Anbieterauftrag", Veranstaltung im DIN e. V. Berlin am 27. Juni 2003